# Cory Gardner
assinatura
Cory Scott Gardner (Yuma, 22 de agosto de 1974) é um político norte-americano filiado ao Partido Republicano. É o senador júnior do estado do Colorado desde 3 de janeiro de 2015. Entre 2011 a 2015, foi membro da Câmara dos Representantes dos Estados Unidos pelo quarto distrito congressional do Colorado. Antes disso, foi membro da Câmara Estadual de Representantes.
Gardner anunciou sua candidatura ao Senado dos Estados Unidos em março de 2014 e venceu sem oposição a primária republicana. Em novembro, ele derrotou o senador democrata Mark Udall na eleição geral por 48-46%.